# Підкоришник американський
Підкори́шник америка́нський, або підкори́шник кори́чневий (Certhia americana) — маленький співочий птах, єдиний представник підкоришникових, що трапляється в Північний Америці.

## Поширення
Птах гніздиться у хвойних лісах на півдні Канади, Аляски, півночі та північному сході США. На зимівлю північні популяції мігрують на південь ареалу. Мандрівні птахи трапляються на півдні США, в Мексиці, Гватемалі, Гондурасі, Сальвадорі, на Бермудах.